# Universität der Vereinten Nationen
Die Universität der Vereinten Nationen (UNU, englisch United Nations University), auch Weltuniversität genannt, ist ein autonomes Nebenorgan und die Denkfabrik der Vereinten Nationen. Sie wurde 1973 mit dem Ziel gegründet, Zukunftsfragen der Menschheit in allen Lebensbereichen auf konzentrierter wissenschaftlicher Basis zu erarbeiten. Sie hat ihren Hauptsitz in Shibuya (Präfektur Tokio) sowie drei Außenstellen in Paris, Bonn und New York.

## Gliederung
Sie unterhält zahlreiche, weltweit vernetzte Forschungs- und Ausbildungszentren. Diese werden eingeteilt in Institute und Programme.

### Institute
- Entwicklungsökonomie (UNU-WIDER) in Helsinki, Finnland
- Zukunftstechnologien (UNU-MERIT, ehemals UNU-INTECH) in Maastricht, Niederlande
- Softwaretechnologie (UNU-IIST) in der Sonderverwaltungszone Macau, Volksrepublik China
- Informations- und Kommunikationstechnologien und internationale Entwicklung (UNU Macao) in Macau
- Natürliche Ressourcen (UNU-INRA) in Accra, Ghana
- Wasser, Umwelt und Gesundheit (UNU-INWEH) in Hamilton, Kanada
- Vergleichbare regionale Integration (UNU-CRIS) in Brügge, Belgien
- Umwelt und Menschliche Sicherheit (UNU-EHS) in Bonn, Deutschland
- Nachhaltige Ressourcenbewirtschaftung (UNU-FLORES) in Dresden, Deutschland
- Höhere Studien in Nachhaltigkeit (UNU-IAS) in Tokio, Japan
- Globalisierung, Kulturen und Mobilität (UNU-GCM) in Barcelona, Spanien
- Welt-Gesundheit (UNU-IIGH) in Kuala Lumpur, Malaysia
- Nachhaltigkeit und Frieden (UNU-ISP) in Tokio, Japan
- Politikforschung (UNU-CPR) in New York, USA mit einem Büro in Genf, Schweiz
- Policy-getriebene elektronische Governance (UNU-EGOV) in Guimarães, Portugal

### Programme
- Biotechnologie (UNU-BIOLAC) in Caracas, Venezuela

### Ehemalige Institute und Programme
- Ernährungsprogramme (UNU-FNP) in New York, USA
- Programm für nachhaltige Kreisläufe (UNU-ViE SCYCLE) in Bonn, Deutschland (wird weitergeführt durch UNITAR[2])
- Programme in Island (Reykjavík, Island)
  - Fischerei (UNU-FTP)
  - Geothermie (UNU-GTP)
  - Land-Wiederherstellung (UNU-LRT)

### Vergabe akademischer Grade
Die „UNU“ ist ein autonomes Nebenorgan der Vereinten Nationen und wurde 1975 geschaffen, um wissenschaftliches Know-how in die internationale Politikbildung zu bringen. Entsprechend fungiert sie seit jeher als Think Tank und „Netzwerk der Netzwerke“. Bis 2009 durfte sie keine akademischen Grade verleihen und war eher eine internationale, interdisziplinäre Gemeinschaft von ausgebildeten Wissenschaftlern.
Dies wurde unter dem ehemaligen Rektor der UNU, Konrad Osterwalder, initiiert und von der Generalversammlung der Vereinten Nationen abgesegnet. Seitdem kann die Universität volle weiterführende Studiengänge (Master und Promotionsstudiengänge) anbieten und die entsprechenden akademischen Grade verleihen.
Nun studieren an ihr weltweit etwa 180 Personen in vier verschiedenen Masterstudiengängen und einem Promotionsstudiengang; etwa 70 Prozent von ihnen kommen laut Angaben der UNU aus Entwicklungsländern. In Kooperation mit der TU Dresden bietet die UNU seit Oktober 2014 einen Promotionsstudiengang namens „Integrated Management of Water, Soil and Waste“ an. In diesem werden fünf bis sechs Doktoranden ausgebildet. Es ist das erste Mal, dass die UNU in Deutschland die Möglichkeit bietet, einen Doktortitel zu erhalten.
Die UNU wird aus freiwilligen Zuwendungen von Regierungen, Stiftungen, Unternehmen und anderen UN-Organisationen finanziert.